# Юнис-оглы, Саша
Саша Юнис-оглы (азерб. Saşa Yunisoğlu; 18 декабря 1985, Николаев, Украинская ССР, СССР) — азербайджанский футболист, защитник.
Летом 2007 года перешёл в польскую «Дискоболию» после матчей Кубка Интертото между этим клубом и прошлым клубом Юнис-оглы — «МКТ-Аразом».
Саша стал вторым азербайджанским футболистом, выступавшим в чемпионате Польши. 7 октября 2007 года он сыграл дебютный матч в польской Экстраклассе. В сезоне 2007/08 стал третьим призёром чемпионата Польши и обладателем Кубка лиги.
За национальную сборную в период с 2007 по 2011 годы провёл 30 матчей. В настоящее время один из тренеров в структуре футбольного клуба «Сабах».